# نورمان لانك
نورمان ماكلويد لانج (بالإنجليزية: Norman Lang)‏ ‏(1875-1956 ) هو أسقف يُعتبر ثالث مساعد الاسقف اسقف ليستر من 1913  حتى عام 1927.
تلقى تعليمه في كنيسة المسيح في أكسفورد، وبعد فترة من الدراسة في كلية ريبون Cuddesdon، تم تعيينه في عام 1899. صاحب أول وظيفة كانت بمثابة كانون الصغرى في كاتدرائية بلومفونتين. العودة إلى إنجلترا كان النائب سانت مارتن، ليستر  قبل ترقيته إلى الأسقفية. بعد ذلك كان الشمامسة من أوكهام  وأخيرا مساعد أسقف بيتربورو حتى تقاعده في عام 1945. وكان شقيقه كوزمو لانج، رئيس أساقفة يورك ثم كانتربري.